# Maria Perego
Maria Perego (Venecia; 8 de diciembre de 1923-Milán; 7 de noviembre de 2019) fue una autora televisiva y artista de animación italiana que en 1959 creó al personaje Topo Gigio junto con su esposo Federico Caldura.

## Biografía
Con la colaboración de su esposo Federico Caldura, inventó y creó a Topo Gigio, una célebre marioneta que ha recibido un considerable éxito tanto en Italia como en el mundo. Trabajó en Roma y en Venecia en el teatro de títeres y colaboró con la RAI (Radiotelevisión Italiana), particularmente, en la sede de Milán de esa compañía radiodifusora.
En Italia se vivía una época de innovación con la televisión y el cine animado, y fue entonces cuando Maria Perego introdujo una nueva técnica desconocida hasta ese momento, utilizando títeres en vez de dibujos animados, inspirada por el ilustrador checo Jiří Trnka (tradición italiana del teatro de marionetas).
En los años 50 creó diversos personajes dedicados a los jóvenes. Antes de Topo Gigio, el más famoso era Picchio Cannocchiale. Para la creación de Picchio Cannocchiale, Maria Perego se inspiró en un personaje ya existente, amado por los niños: el Pájaro Loco. Lo mismo hizo con Topo Gigio, pero está vez tomó como inspiración a Mickey Mouse. En 1959 nace Topo Gigio, personaje que fue inmediatamente presentado en horario estelar, interpretado por la voz del actor de doblaje italiano Peppino Mazzullo, quien no se limitaba exclusivamente a programas infantiles. A finales de los años 50, Topo Gigio fue invitado a presentarse en programas con altos índices de audiencia, tales como Canzonissima (junto a Nino Manfredi y Delia Scala). El ratón atrajo no solo a niños, (por su pequeñez y su naturaleza infantil), sino que también logró atraer al público adulto. Topo Gigio también tuvo un éxito increíble en la venta de peluches. Una de las muchas peculiaridades que caracterizan a este personaje es la representación de la realidad como si de una ficción se tratase, porque, a pesar de ser un personaje ficticio, también enfrenta problemas reales, que son parte de la vida de todos, lo cual era un objetivo intencional por parte de sus creadores.
En 1974 fue coanfitrión de Canzionissima, acompañado de Raffaella Carrà y Cochi e Renato. Topo Gigio incluso llegó a hacer duetos con personalidades como Louis Armstrong y Frank Sinatra. Su creación ha sido transmitida alrededor del mundo entero. Decidida a defender su propia autonomía creativa, Maria Perego se forjó una reputación como mujer y profesionista "de hierro" con motivo de sus relaciones no siempre fáciles con la RAI. Fue la autora de una pieza musical interpretada por Memo Remigi (autor de la música) y Topo Gigio, titulado Che tipo di topo. 
María Perego falleció el 7 de noviembre de 2019 a los noventa y cinco años tras sufrir un infarto en Milán, Italia donde trabajaba en la reaparición de Topo Gigio.

## Obra
- Maria Perego, Io e Topo Gigio, Venecia, Marsilio (2015)

## Premios y distinciones
- La Asamblea Nacional de la UNIMA eligió a Maria Perego y a Topo Gigio como socios honorarios de la Organización International de la Marioneta.
- 1991, "Sirena de Oro", premio otorgado anualmente por el Festival Internacional de la Marioneta. Cervia.

- 27 de diciembre de 2004, Comendadora de la Orden al Mérito de la República Italiana.
- 7 de diciembre de 2001, Ambrogino d'oro medalla de oro.[5]